# 龙头山公园
龙头山公园（： yongdusan-gil）是位于韩国釜山市中区龙头山的公园，釜山市的观光景点之一。公园占地面积69,000平方公尺，内有118米高的釜山标志性建筑釜山塔。从釜山塔顶部可以俯瞰釜山市。公园内部还建有李舜臣雕像、钟阁等。

## 图库

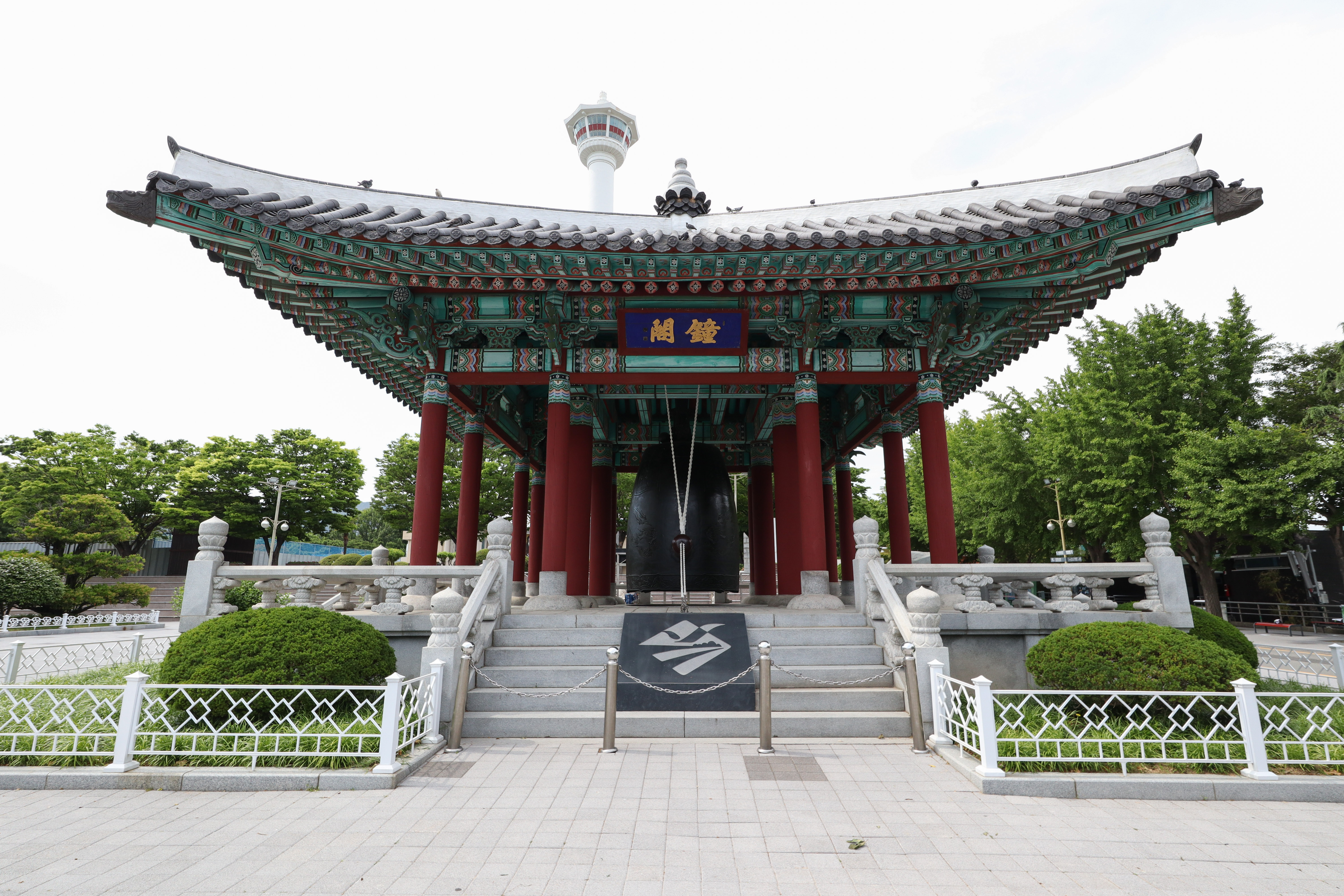
龙头山公园钟阁
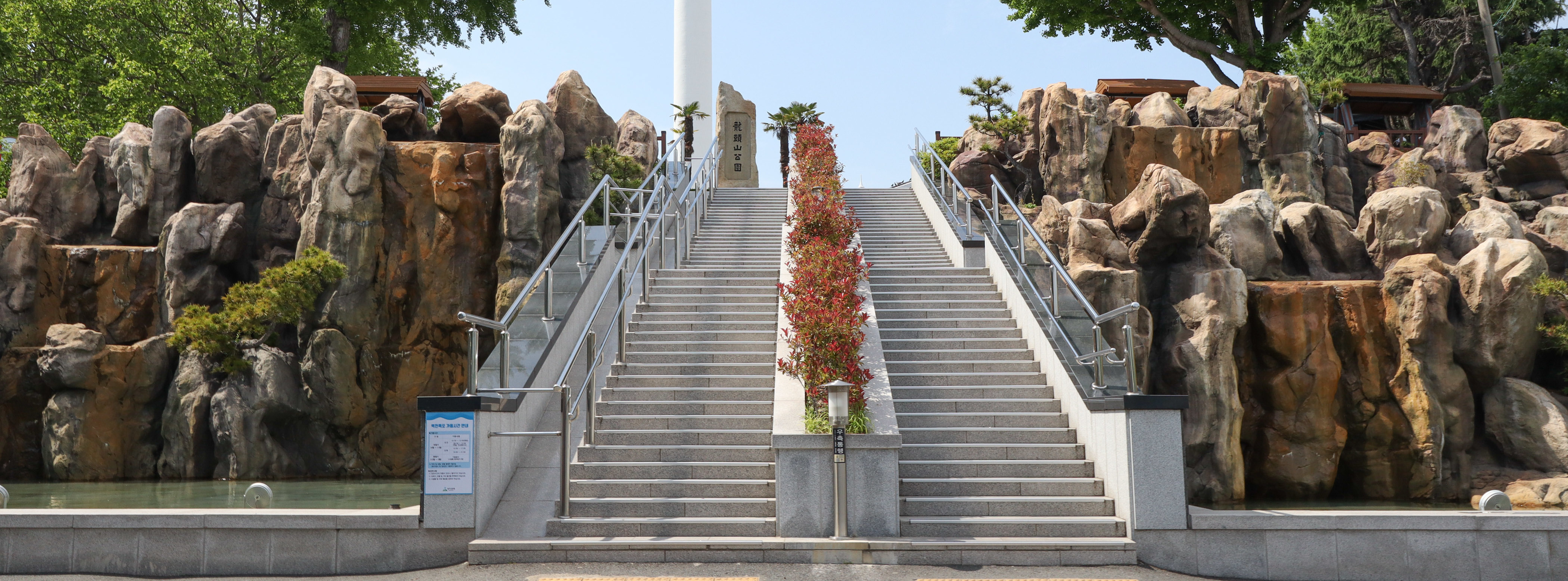
龙头山公园釜山塔
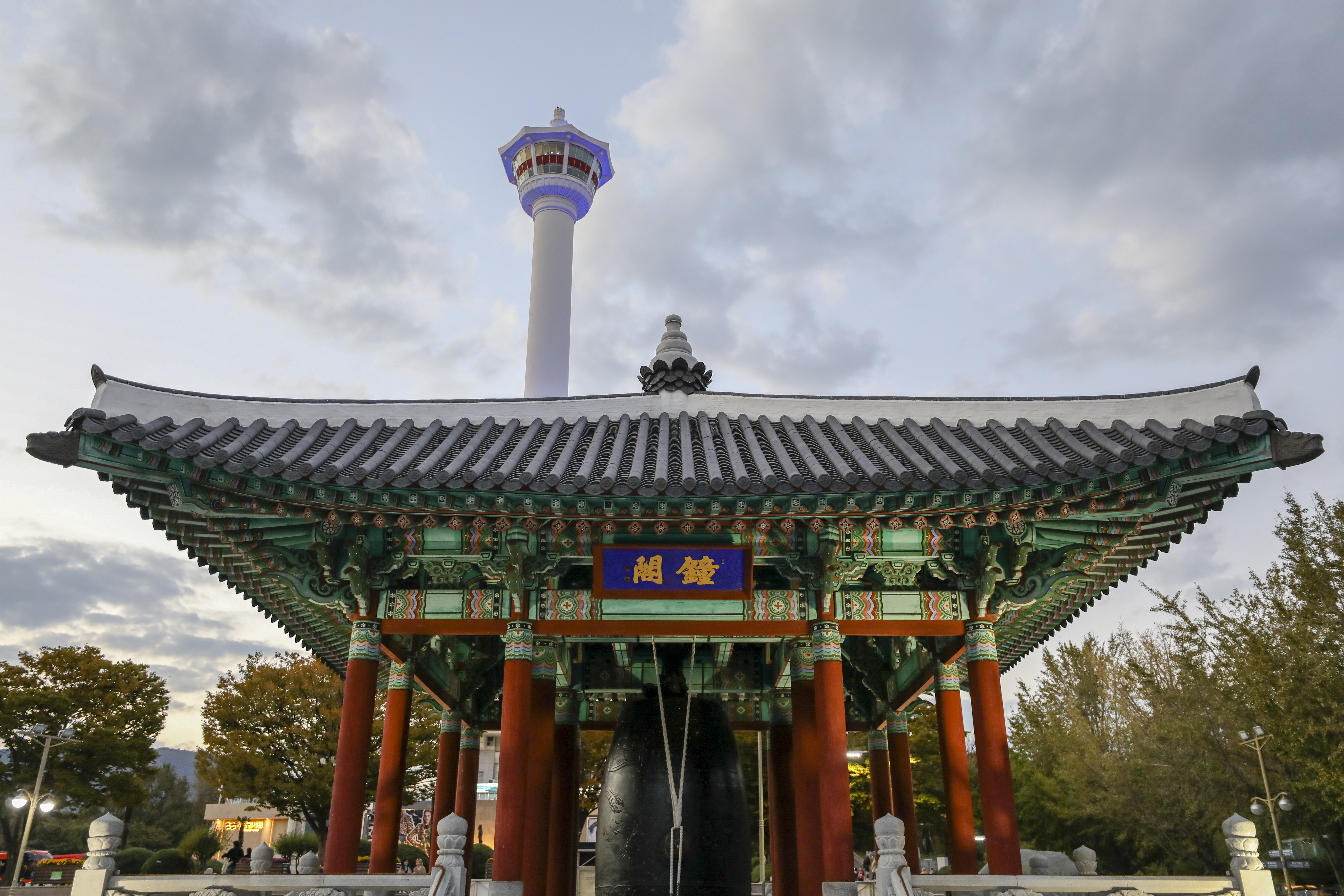
公园一览
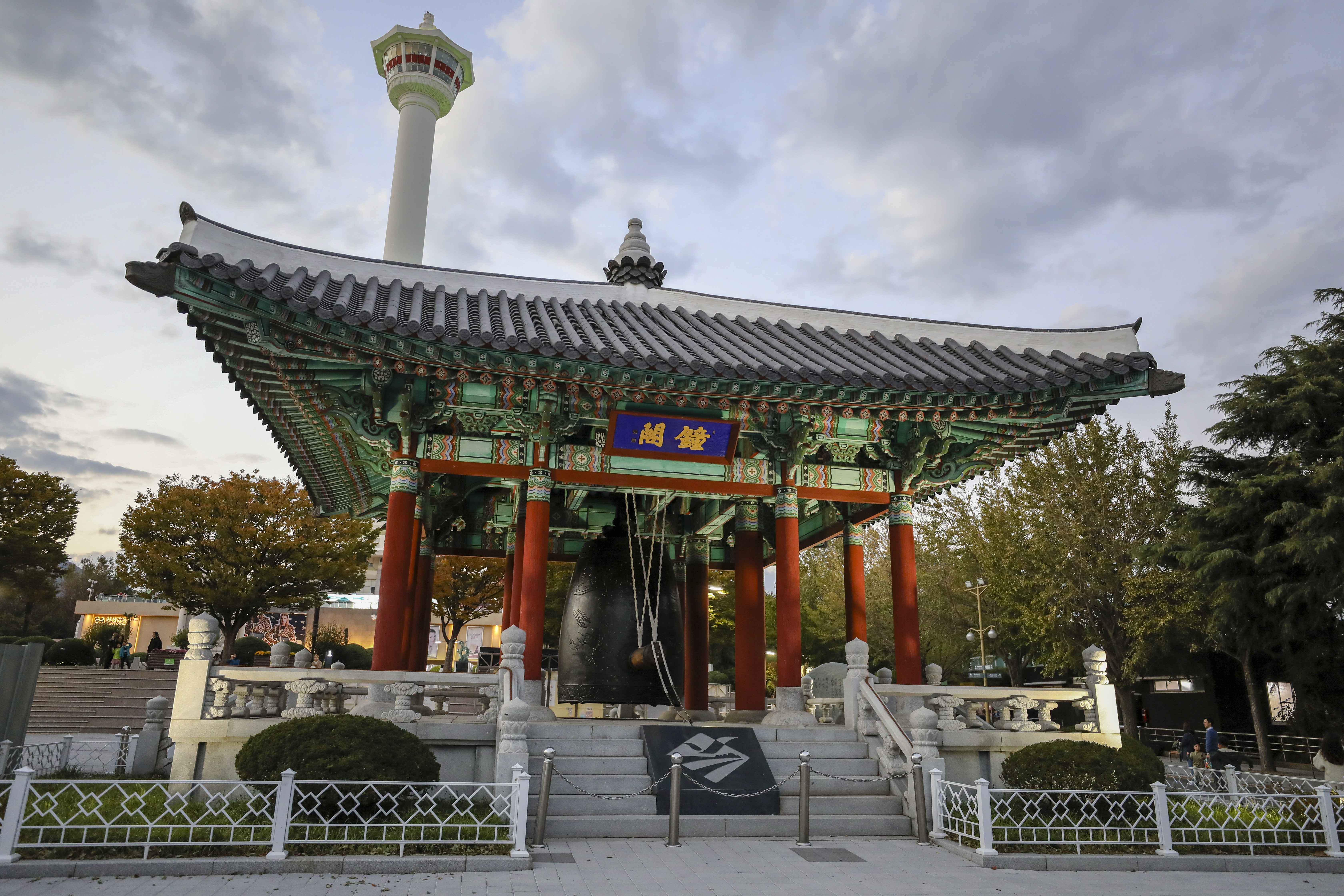
公园一览
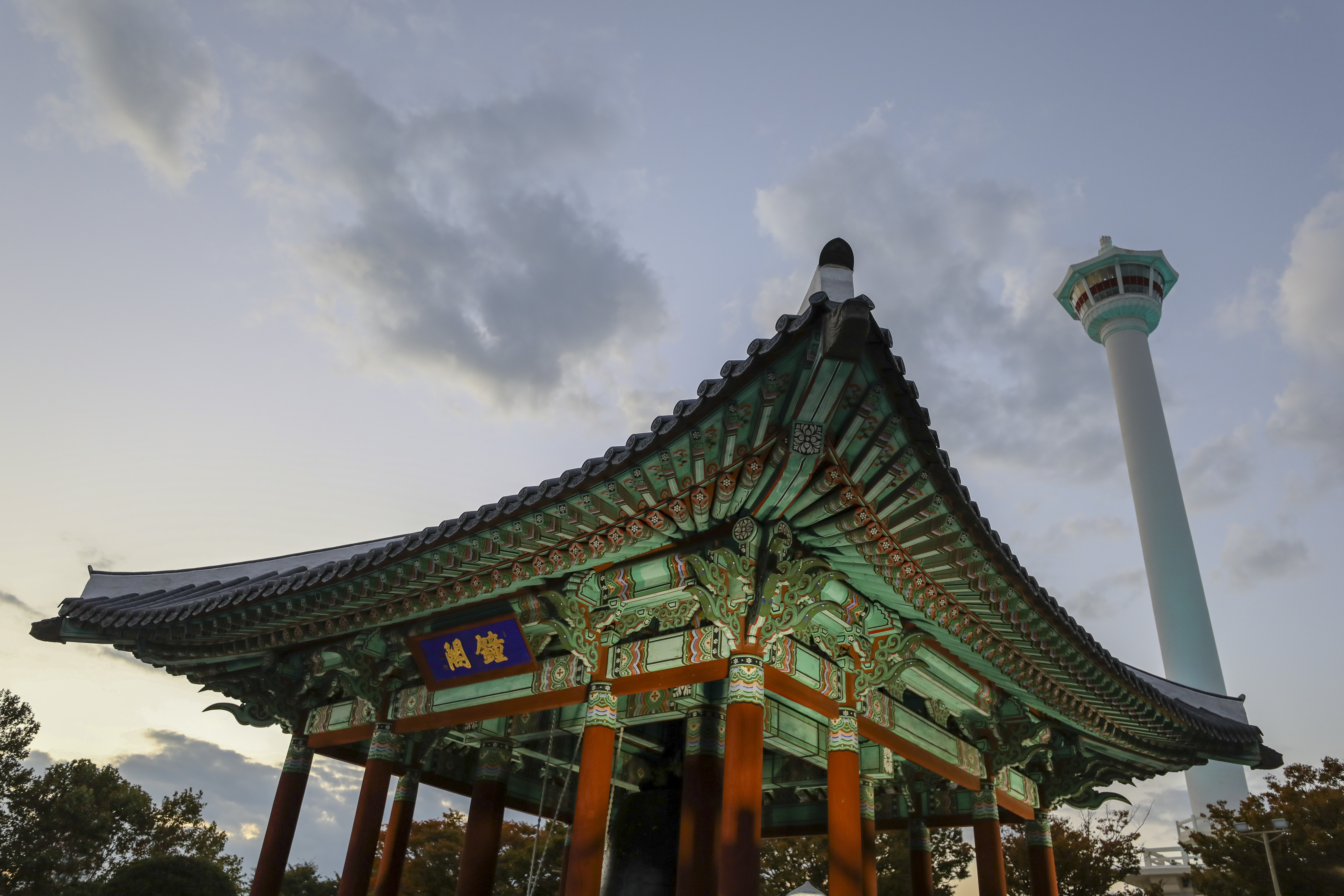
公园一览